# Cyberatak
Cyberatak – złośliwy incydent związany z ICT wywołany przez próbę zniszczenia, ujawnienia, zmiany, dezaktywacji, kradzieży lub uzyskania nieuprawnionego dostępu do składnika aktywów (jak np. systemów komputerowych, sieci, programów) lub jego nieuprawnionego wykorzystania przez jakiegokolwiek agresora.
Jego celem jest przejęcie kontroli nad stronami internetowymi, zawartością skrzynek pocztowych lub baz danych jakiejś instytucji, grupy itp.; często stanowi akt cyberterroryzmu.